# Playoffs NBA 1976
Los Playoffs de la NBA de 1976 fueron el torneo final de la temporada 1975-76 de la NBA. Concluyó con la victoria de Boston Celtics, campeón de la Conferencia Este, sobre Phoenix Suns, campeón de la Conferencia Oeste, por 4-2. 
Los Celtics conseguían así su decimotercer título de la NBA, segundo en la "era Dave Cowens". Jo Jo White fue nombrado MVP de las Finales.
Los Suns consiguieron sus primeras dos victorias en series de playoffs en toda la historia de la franquicia, para alcanzar las Finales de la NBA; ganarían su segundo título de la NBA en 1993.
El su sexto año, Cleveland Cavaliers se clasificó por primera vez para los playoffs (y ganarían su primera serie de playoffs) en esta postemporada.
Estos playoffs se vieron marcados por la última aparición de Buffalo Braves en los playoffs hasta 1992, cuando ellos reaparecerían como Los Angeles Clippers.

## Tabla
|  | Primera Ronda     | Primera Ronda | Primera Ronda |   |  | Semifinales de Conferencia | Semifinales de Conferencia | Semifinales de Conferencia |  |  | Finales de conferencia | Finales de conferencia | Finales de conferencia |  |  | Finales de la NBA | Finales de la NBA | Finales de la NBA |
|  |                   |               |               |   |  |                            |                            |                            |  |  |                        |                        |                        |  |  |                   |                   |                   |
|  | E4                | Philadelphia  | 1             |   |  | E1                         | Boston*                    | 4                          |  |  |                        |                        |                        |  |  |                   |                   |                   |
|  | E4                | Philadelphia  | 1             |   |  | E1                         | Boston*                    | 4                          |  |  |                        |                        |                        |  |  |                   |                   |                   |
|  | E5                | Buffalo       | 2             |   |  | E5                         | Buffalo                    | 2                          |  |  |                        |                        |                        |  |  |                   |                   |                   |
|  | E5                | Buffalo       | 2             |   |  | E5                         | Buffalo                    | 2                          |  |  |                        |                        |                        |  |  |                   |                   |                   |
|  |                   |               |               |   |  |                            |                            |                            |  |  | E1                     | Boston*                | 4                      |  |  |                   |                   |                   |
|  | Conferencia Este  |               |               |   |  |                            |                            |                            |  |  | E1                     | Boston*                | 4                      |  |  |                   |                   |                   |
|  |                   | E2            | Cleveland*    | 2 |  |                            |                            |                            |  |  |                        |                        |                        |  |  |                   |                   |                   |
|  |                   |               |               |   |  |                            |                            |                            |  |  |                        |                        |                        |  |  |                   |                   |                   |
|  |                   |               |               |   |  | E3                         | Washington                 | 3                          |  |  |                        |                        |                        |  |  |                   |                   |                   |
|  |                   |               |               |   |  | E3                         | Washington                 | 3                          |  |  |                        |                        |                        |  |  |                   |                   |                   |
|  | E2                | Cleveland*    | 4             |   |  |                            |                            |                            |  |  |                        |                        |                        |  |  |                   |                   |                   |
|  | E2                | Cleveland*    | 4             |   |  |                            |                            |                            |  |  |                        |                        |                        |  |  |                   |                   |                   |
|  |                   |               |               |   |  |                            |                            |                            |  |  |                        |                        |                        |  |  | E1                | Boston*           | 4                 |
|  |                   |               |               |   |  |                            |                            |                            |  |  |                        |                        |                        |  |  | E1                | Boston*           | 4                 |
|  |                   | W3            | Phoenix       | 2 |  |                            |                            |                            |  |  |                        |                        |                        |  |  |                   |                   |                   |
|  |                   |               |               |   |  |                            |                            |                            |  |  |                        |                        |                        |  |  |                   |                   |                   |
|  | W4                | Milwaukee*    | 1             |   |  | W1                         | Golden State*              | 4                          |  |  |                        |                        |                        |  |  |                   |                   |                   |
|  | W4                | Milwaukee*    | 1             |   |  | W1                         | Golden State*              | 4                          |  |  |                        |                        |                        |  |  |                   |                   |                   |
|  | W5                | Detroit       | 2             |   |  | W5                         | Detroit                    | 2                          |  |  |                        |                        |                        |  |  |                   |                   |                   |
|  | W5                | Detroit       | 2             |   |  | W5                         | Detroit                    | 2                          |  |  |                        |                        |                        |  |  |                   |                   |                   |
|  |                   |               |               |   |  |                            |                            |                            |  |  | W1                     | Golden State*          | 3                      |  |  |                   |                   |                   |
|  | Conferencia Oeste |               |               |   |  |                            |                            |                            |  |  | W1                     | Golden State*          | 3                      |  |  |                   |                   |                   |
|  |                   | W3            | Phoenix       | 4 |  |                            |                            |                            |  |  |                        |                        |                        |  |  |                   |                   |                   |
|  |                   |               |               |   |  |                            |                            |                            |  |  |                        |                        |                        |  |  |                   |                   |                   |
|  |                   |               |               |   |  | W3                         | Phoenix                    | 4                          |  |  |                        |                        |                        |  |  |                   |                   |                   |
|  |                   |               |               |   |  | W3                         | Phoenix                    | 4                          |  |  |                        |                        |                        |  |  |                   |                   |                   |
|  | W2                | Seattle       | 2             |   |  |                            |                            |                            |  |  |                        |                        |                        |  |  |                   |                   |                   |
|  | W2                | Seattle       | 2             |   |  |                            |                            |                            |  |  |                        |                        |                        |  |  |                   |                   |                   |